# 勒斯托利察鄉

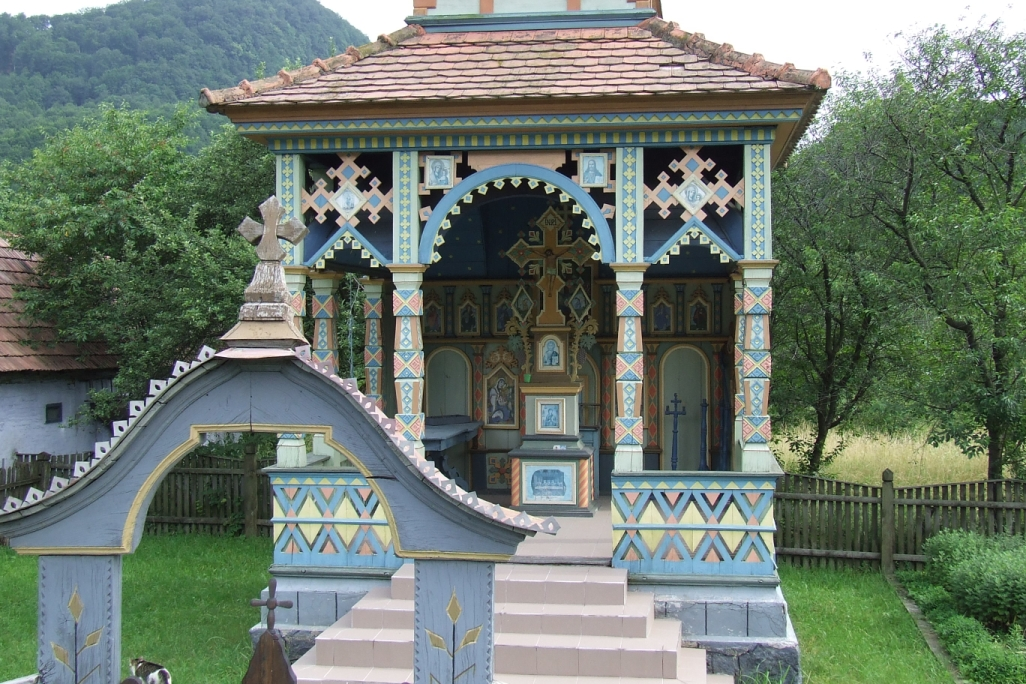

46°59′N 25°02′E / 46.983°N 25.033°E
勒斯托利察鄉（羅馬尼亞語：Comuna Răstolița, Mureș），是羅馬尼亞的鄉份，位於該國中部，由穆列什縣負責管轄，面積260平方公里，海拔高度530米，2007年人口2,131，人口密度每平方公里8人。